# リップシンクミュージカル
リップシンクミュージカルは、ストレートプレイ（英語: straight play）とミュージカル（英語: musical）という、2大演劇形態のミュージカル部分において、ダンスミュージックで踊るダンスの様に、予め録音された台詞や効果音に合わせて演劇を行い、ダンスとの融合をより自然にした演劇形態。
ダンススタジオFLEX（広島県）の公演にて、全国のダンススタジオが影響を受け、ストリートダンス界を中心に広まったと言われる。